# Карпец, Максим Иванович
Карпец, Максим Иванович (род. 7 ноября 1972 года, г. Сызрань) — российский композитор, музыковед, педагог

## Биография
Окончил Среднюю специальную музыкальную школу при Ленинградской государственной консерватории им. Н. А. Римского-Корсакова по классу теории музыки Сарры Евсеевны Белкиной, , композиции Евгения Марковича Иршаи и органа Ольги Павловны Минкиной.
С 1990 по 1995 год учился в Санкт-Петербургской консерватории им. Н. А. Римского-Корсакова в классе композиции профессора Александра Дерениковича Мнацаканяна.
В 1997 году окончил ассистентуру-стажировку под руководством А. Д. Мнацаканяна, , , , 
Позже учился в Оксфорде, Warnborough College Warnborough College, а также в Манхеттенской школе музыки в Нью-Йорке в классе композиции профессора Ричарда Даниэльпура.
Преподавательскую деятельность начал в 1997 году в Санкт-Петербургской консерватории, где преподавал в студии электронной музыки им. Итиро Хатояма.
С 1998 по 2013 преподавал на  кафедре звукорежиссуры Санкт-Петербургского гуманитарного университета профсоюзов ряд дисциплин, связанных с музыкально-компьютерными технологиями.
В настоящее время старший научный сотрудник  Российского института истории искусств Министерства культуры РФ.
Как композитор работает преимущественно в сфере театральной и телевизионной музыки. Автор оригинальной музыки к драматическим постановкам на сценах Санкт-Петербурга, Самары, Новосибирска, Краснодара, Гамбурга, художественным и документальным фильмам и сериалам, а также более десятка телепередач на телеканалах Санкт-Петербурга и Москвы, включая телеканал «Культура», «5-й канал» и др. 
В качестве аранжировщика сотрудничал и продолжает сотрудничать со многими петербургскими и российскими композиторами, музыкантами исполнителями, среди которых: А. П. Петров, В. А. Успенский, Ольга Фадеева, Сергей Рогожин, Зара, Елена Воробей, Александр Сладковский, Алёна Биккулова и др.
Научная деятельность М. И. Карпеца связана с изучением феномена электронных аудиотехнологий как инструментария художественного творчества. В своей диссертации «Электронные аудиотехнологии в композиторском авангарде 50-х гг XX века» , , , , автор впервые в отечественном музыкознании предпринимает попытку создать научный фундамент изучения электронных аудиотехнологий как инструментария творческой деятельности композитора. 
Автор множества научных статей, монографии: «Органум новой поэтики», член редколлегии целого ряда научных периодических и непериодических изданий, среди которых:  «Сравнительное искусствознание», ,  «Вопросы инструментоведения», «В пространстве музыки»,  «Искусство звука и света»,  «Духовные ценности Афона и Русский Север», «Единство и многообразие славянского мира: наука, культура, искусство», «IV Санкт-Петербургский международный культурный форум», «Музыкально-компьютерные технологии в образовании», «Петербург и национальные музыкальные культуры». 
Председатель организационного комитета ежегодной международной научно-практической конференции «Звуковые ландшафты» , , , , . 
Организатор и участник семинаров и круглых столов , , ,  проводимых Министерством Культуры Российской Федерации совместно с Российским Институтом Истории Искусств. 
Почётный член жюри международного конкурса молодых композиторов органной музыки «Новые классики-Organ Taurida».
Доцент, кандидат искусствоведения, член-корреспондент  «Международной академии информатизации», член Санкт-Петербургского Союза учёных, член бюро учебно-методического центра развития образования в сфере культуры и искусства комитета по культуре правительства Санкт-Петербурга, член Российского Авторского Общества (РАО).